# Десталінізація

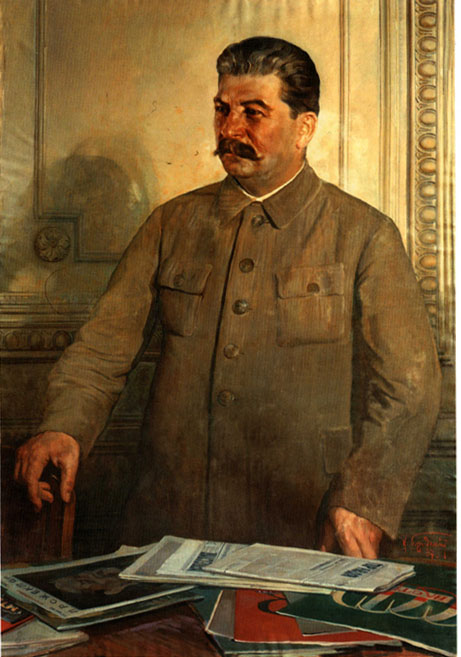
Портрет Сталіна

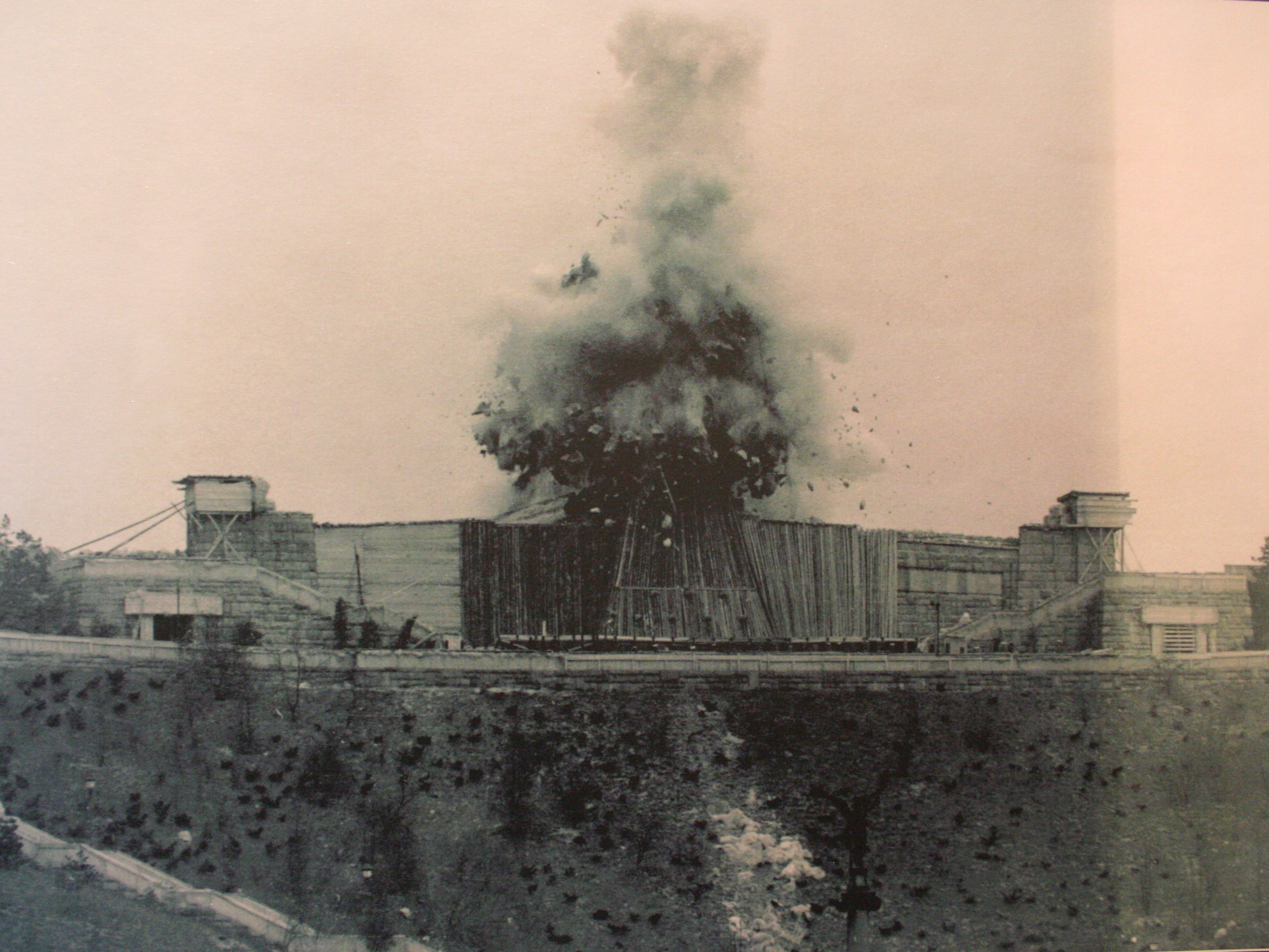
Підрив пам'ятника Сталіну

Десталінізація — процес ліквідації та розвінчання культу особи радянського лідера Йосипа Сталіна і його політичної системи.

## Історія
Сталінське керівництво було змінено після його смерті 5 березня 1953 року. Керівні пости на той момент займали: Лаврентій Берія — голова Міністерства внутрішніх справ; Микита Хрущов — перший секретар Центрального комітету Комуністичної партії; і Георгій Маленков — прем'єр-міністр Радянського Союзу.
Десталінізація поклала кінець великомасштабному використанню примусової праці в економіці. Процес звільнення в'язнів ГУЛАГу був розпочатий при Берії, але незабаром він був усунений від влади. Хрущов тоді став найвпливовішим радянським політиком.
У своїй промові «Про культ особи та його наслідки» на закритому засіданні XX з'їзду КПРС, 25 лютого 1956 року, Хрущов засудив диктаторську форму правління Сталіна і створений ним культ особи. Крім того, він розкритикував злочини, скоєні також соратниками Лаврентія Берії.
Хрущовська кампанія з очищення від спадщини Сталіна у громадській сфері проводилася в кінці 1950-х. Було проведено знищення  пам'ятників, перейменування міст та інших об'єктів, які були побудовані та названі на честь Сталіна. Процес десталінізації досяг свого піку у 1961 році на 22-му з'їзді Комуністичної партії Радянського Союзу. В результаті з'їзду були прийняті два ключових акти десталінізації: по-перше, 31 жовтня 1961 року тіло Сталіна було винесене з мавзолею на Червоній площі і перепоховане, а по-друге, 11 листопада 1961 року, місто-герой Сталінград був перейменований у Волгоград.
У рамках десталінізації, багато інших міст, які носили ім'я Сталіна були або перейменовані, або їм були повернуті їх колишні назви. Це торкнулося навіть столиць союзних республік та територій: Сталінабад, столиця Таджицької РСР була перейменована в Душанбе, Сталінірі, столиця Південно-Осетинської автономної області була перейменована в Цхінвалі.